# Instituto de Consumo de Extremadura
El Instituto de Consumo de Extremadura (INCOEX) es un organismo de la Junta de Extremadura, adscrito a la Consejería de Salud y Servicios Sociales y creado por la 'Ley 1/2008, de 22 de mayo, de Creación de Entidades Públicas de Extremadura'. Sus estatutos se aprobaron mediante 'Decreto 214/2008, de 24 de octubre'.
Las funciones del organismo son las siguientes:
- La propuesta de planificación de las políticas de defensa y protección de los consumidores y la ejecución de las mismas.
- La formación y la educación de los consumidores.
- La resolución de los conflictos en materia de consumo, a través de la mediación y el arbitraje.
- La aplicación de la normativa sancionadora en materia de consumo.
- La coordinación de las Oficinas de Información al Consumidor.
- La gestión de las subvenciones en materia de consumo.
- La gestión administrativa de la Junta Arbitral de Consumo.

El INCOEX tiene como órganos:
- Presidencia: Consejera de Salud y Servicios Sociales
- Dirección General
- Gerencia del Instituto
  - Servicio de Control de Mercados
- Junta Arbrital de Consumo
- Defensora de los Usuarios del Sistema Sanitario Público de Extremadura
- Inspección de Consumo de Badajoz
- Inspección de Consumo de Cáceres

El INCOEX cuenta con el 'Consejo Extremeño de Consumidores y Usuarios' como órgano consultivo, asesor, de participación y coordinación interadministrativa en materia de consumo.